# Carmo Dalla Vecchia
Carmo Dalla Vecchia (aussi orthographié Carmo dela Vechia), né à Carazinho (Rio Grande do Sul, Brésil) le 21 août 1971 est un acteur de théâtre, de télévision et de cinéma brésilien, également mannequin.

## Biographie
Né à Carazinho (Rio Grande do Sul, Brésil) le 21 août 1971, Carmo Dalla Vecchia commence sa carrière en tant que modèle et gagne Look of the Year en 1990. Il emménage à Rio de Janeiro en 1993 et est invité à participer à l'Oficina de Atores de la TV Globo.
Dans ses dix premières années de carrière, il interpréta divers rôles, comme le scélérat dans Começar de Novo ou le bon gars dans Chiquititas. Dans la mini-série A Casa das Sete Mulheres, il a tenu le rôle d'un soldat valeureux.
Il joue aussi des rôles au théâtre, comme dans la pièce 1/4 de Amor. Il a travaillé pour les réseaux de télévision Rede Bandeirantes, Rede Record et Sistema Brasileiro de Televisão avant de retourner à la Globo en 2006. En 2010, il maigrit de 15 kg et laisse pousser la barbe afin de jouer Silvério dans la série A Cura.
En 2007, il participe à Dança dos Famosos 4, la version brésilienne de Danse avec les stars. Il termine à la 3e place. 
En avril 2011, il apparaît dans la telenovela Cordel Encantado où il joue un des principaux rôles, celui du roi Auguste de Serafia (Rei Augusto de Seráfia). En 2012, il paraît dans la telenovela Amor Eterno Amor où il joue le rôle de Fernando Sobral.

## Filmographie partielle
Cette liste est dynamique en ce qu'elle évolue régulièrement et ne sera peut-être jamais complète. Vous pouvez la compléter en citant des sources fiables.

### Au cinéma
- 2000 : Cronicamente Inviável (pt) : Carmo dela Vechia
- 2008 : Onde Andará Dulce Veiga? (pt) : Rauderio

### À la télévision
- 2006 : Cobras e Lagartos
- 2007 : Dança dos Famosos 4
- 2009-2010 : Rédemption (série télévisée)
- 2010 : Episódio Especial : lui-même
- 2010 : A Cura : lui-même
- 2011 : Cordel Encantado (telenovela) : Rei Augusto de Seráfia
- 2012 : Amor Eterno Amor (série télévisée) : Fernando Borges Sobral
- 2013 : Precious Pearl (série télévisée) : Manfred Ducke
- 2021 : Super Dança dos Famosos
- 2025 : The Masked Singer Brasil 5

## Au théâtre
- 1994 : Édouard II de Christopher Marlowe
- 2002 : Le Malade imaginaire de Molière : Cléante